# USS Voyager (NCC-74656)
USS Voyager je mateřská kosmická loď kultovního sci-fi seriálu Star Trek: Voyager. Pojmenována byla podle sond, které zkoumaly Sluneční soustavu v II. polovině 20. století. 

## Základní údaje
- Označení lodě: USS Voyager NCC-74656
- Typ lodi: lehký průzkumník
- První let: rok 2371
- Délka: 345 m
- Šířka: 132 m
- Výška: 64 m
- Paluby: 15
- Počet místností: 257
- Posádka: 141
- Hmotnost: 700 000 tun
- Maximální rychlost: warp 9,975,
- Zbraně: Phasery, fotonová torpéda, kvantová torpéda, transfázové torpédo, bio-molekulární hlavice
- Speciální technologie: replikátory, holoemitory, holoprojektory a hologramy, fázový a nanokvantový deflektor, astrometrická laboratoř (spousta technologií byla buď vytvořena, vylepšena nebo převzata (u borgů odcizena) až později během cesty do kvadrantu alfa).

## Technické údaje
Voyager je druhou lodí třídy Intrepid. Na rozdíl od výzkumných lodí třídy Galaxy (této třídy byla USS Enterprise (NCC-1701-D)) a válečných lodí třídy Sovereign (USS Enterprise (NCC-1701-E)) se jedná o malou průzkumnou loď schopnou přistát na povrchu planety.
Palubní počítač obsahuje bionervové obvody - gelové balíky s bionervovými články - organizující informace efektivněji a za mnohem kratší čas, což byla v době vypuštění lodi novinka. Součástí lodního vybavení je pohotovostní lékařský hologram určený pro nouzové situace. Po smrti lékařů základní posádky (hned v prvním dílu) se stal šéflékařem a členem posádky. Později získal privilegium autoaktivace, možnost vytvářet si vlastní podprogramy a rozvíjet tak svou osobnost. 

## Historie lodi
Hlavním úkolem první mise Voyager bylo vypátrat plavidlo vzbouřených Makistů (posádkou lodě Makistů byl komandér Chakotay, poručík B'Elanna Torresová, Seska, Tabor a v té době poručík Tuvok, který byl na tajné misi, aby získal informace o nové cardassijské zbrani). Byl však přenesen pomocí neznámé technologie, která vytvářela subprostorový neotachyonový rift, na druhý konec naší galaxie do kvadrantu delta zhruba 70 000 světelných let od domova (kvadrant alfa). 
Na své cestě se Voyager nevyhnul kontaktu s Borgy, kteří ovládají 2/3 kvadrantu delta. Ten však neskončil asimilací, ale naopak ziskem nového člena posádky (Sedmé z devíti) (vlastním jménem Anika Hansen a po asimilaci Sedmá z devíti - terciární doplněk unimatrice nula jedna) a borgské technologie. Významnou modernizaci v podobě ablativního pancéřování (v angličtině ablative armor) a transfázových torpéd (maskovací technologie nebyla kompatibilní) Voyager prodělal těsně před návratem na Zemi díky příchodu admirála Janewayové z alternativní budoucnosti a její pomoci, když obětovala sebe, aby Voyager, který použil tranwarpový uzel, mohl zničit uzel zničit a Borgové jej nemohli dále používat v kvadrantu delta. Admirál Janewayová se nechala asimilovat borgskou královnou, přičemž ji nakazila neurotoxickým patogenem smrtícím pro Borgy. Štíty, které chránily konstrukce transwarpovéhu uzlu, byly smrtí královny, která regulovala jejich energii, destabilizovány a Voyager je mohl zničit transfázovými torpédy. Během cesty byl Voyager vtažen do borgské koule a po dosažení kvadrantu alfa ji rozstřelil zevnitř. Kapitán Janewayová přijímá videohovor od admirála Parise (otec Toma Parise) a pak dává rozkaz komandéru Chakotayovi k odletu k Zemi.

## Obsazení
| Kate Mulgrew          | Kapitánka Kathryn Janewayová                 |
| Robert Beltran        | Komandér Chakotay                            |
| Roxana Biggs-Dawson   | Poručík B'Elanna Torresová                   |
| Jeri Ryan             | Sedmá z devíti (narozená jako Annika Hansen) |
| Jennifer Lien         | Kes                                          |
| Robert Duncan McNeill | Poručík Tom Paris                            |
| Ethan Phillips        | Neelix                                       |
| Robert Picardo        | Doktor                                       |
| Tim Russ              | Nadporučík Tuvok                             |
| Garrett Wang          | Praporčík Harry Kim                          |